# 鈴木庸一 (作曲家)
鈴木 庸一（すずき よういち、1930年2月13日 - 2010年9月20日）は、1960年代に活動した東京府出身の作曲家。

## 経歴
法政大学経済学部中退。学生時代より、スマイリー小原とスカイライナーズのピアニスト（他に首藤邦彦と森岡賢一郎がいる）となり、後に独立し、ララレカンパニーレ楽団を結成。同時にビクターレコード専属の作曲家となる。その後手掛けた、渡辺マリ「東京ドドンパ娘」や青江三奈「伊勢佐木町ブルース」が大ヒットした。

## 作曲した楽曲
- 渡辺マリ「東京ドドンパ娘」
- 青江三奈「伊勢佐木町ブルース」「新宿サタデーナイト」「夜がわたしを誘惑するように」
- 應蘭芳「渚の歓喜（エクスタシー）」
- 鈴木正夫「ヨカバイ音頭」
- スペクトラム「もういくつ寝ると18才未満（伊勢佐木町ブルース）」（SPECTRUM BRASSBAND CLUB）
- 渚エリ「東京タムレ」（原由子が東京タムレでカバー）
- 日吉ミミ「おじさまとデート」
- 三田明「運命と云うのはたやすいが」

| スタブアイコン | サブスタブ | この項目は、まだ閲覧者の調べものの参照としては役立たない、音楽関係者（バンド等）に関連した書きかけの項目です。この項目を加筆・訂正などしてくださる協力者を求めています（P:音楽/PJ:芸能人）。 |